# Daniel-Kofi Kyereh
Daniel-Kofi Kyereh, né le 8 mars 1996 à Accra, est un footballeur international ghanéen qui joue au poste d'attaquant au SC Fribourg.

## Biographie

### Carrière en club
Né à Accra au Ghana, Daniel-Kofi Kyereh est formé par le VfL Wolfsburg, mais commence sa carrière professionnelle au TSV Havelse en Regionalliga Nord. Il joue son premier match avec l'équipe première du club le 6 décembre 2014.

### Carrière en sélection
En août 2021, Daniel-Kofi Kyereh est convoqué pour la première fois avec l'équipe nationale du Ghana. Il honore sa première sélection le 3 septembre 2021,,.
Le 4 novembre 2022, Daniel-Kofi Kyereh est sélectionné par Otto Addo dans le groupe préliminaire du Ghana pour la Coupe du monde 2022,,.
Le 14 novembre 2022, il est sélectionné dans le groupe final pour participer à la Coupe du monde 2022.